# Ремо (диджей)
DJ Remo или Ремо (пол. Remo), Ремик (пол. Remik) (настоящее имя — Реми́гиуш Лупи́цки (пол. Remigiusz Łupicki); род. 22 июля 1978 года, Познань, Польская Народная Республика) — польский диджей и музыкальный продюсер, владелец лейбла My Music, выпускающий продукцию преимущественно в жанре танцевальной музыки, а также поп-музыки.
Начал свою карьеру работой в клубах в Познани в возрасте 16 лет в 1994 году. В 2000 году основал звукозаписывающую компанию UMC Records, которая просуществовала с 2000 по 2006 годы и была преобразована в компанию My Music. В 2008 году выпустил свой первый музыкальный альбом. Сотрудничает с польскими и зарубежными исполнителями.

## Альбомы
| Название                           | Дата выпуска          | Исполнители                           |
| ---------------------------------- | --------------------- | ------------------------------------- |
| You Can Dance                      | 2008 год              | Гося Анджеевич                        |
| DJ Remo In The Mix, Vol. 1         | 12 мая 2008 года      | Maradja, Bodyrox, Notus               |
| My Music — My Pleasure             | 10 августа 2009 года  | Гося Анджеевич, Shaka, Neros          |
| It’s a Show (oraz Robert M)        | 15 марта 2011 года    |                                       |
| Remofere                           | 25 сентября 2015 года | Сильвия Пшибыш, Ереми Сикорски, Marco |
| Możesz wszystko zacząć jeszcze raz | 24 июня 2016 года     | Azzja, Mr. X, Oliwia Fok              |
| Przed siebie                       | 29 сентября 2017 года | B.R.O, Mayk, Сильвия Пшибыш           |

## Видеоклипы
- 2008: «My Music Song»
- 2008: «You Can Dance» feat. Gosia Andrzejewicz
- 2010: «Shine One» feat. Robert M, Dirty Rush
- 2011: «Over & Over» feat. Robert M, Dirty Rush
- 2011: «Black Cherry» feat. Robert M, Dirty Rush
- 2011: «Brighter» feat. Asia Ash
- 2012: «Without You (Pozdro z piekła)» feat. Doniu, Amila
- 2014: «Happy People» feat. Marco
- 2015: «We Are» feat. Tabb
- 2015: «Terefere» feat. Jan Dąbrowski
- 2015: «Alive» feat. Marco
- 2015: «Bombsite A» feat. Gimpson, Mamiko (Платиновый диск)[9]
- 2015: «Against The World» feat. Jeremi Sikorski
- 2015: «Rainbow» feat. Marco
- 2016: «Play Live» feat. Doniu, Young Multi
- 2016: «Zaryzykuj» feat. Mr. X
- 2016: «Nie Patrz W Dół» feat. Azzja
- 2016: «Odbijasz się od dna» feat. Marco
- 2017: «Sweet Nothing» feat. Marco
- 2017: «Przepraszam Cię» feat. Artur Sikorski
- 2017: «W swoją stronę» feat. Mayk
- 2017: «Nawet» feat. Dominika Sozańska
- 2017: «Masz w Sobie Coś» feat. Mayk
- 2017: «Lecisz Pod Wiatr» feat. Merghani
- 2017: «Przed Siebie» feat. B.R.O, Mayk
- 2017: «Ja Mam To» feat. Cygan
- 2017: «Chciałbym» feat. Bartek Kaszuba
- 2017: «Z Tobą być» feat. Sylwia Przybysz
- 2017: «Nasza Cicha Noc» feat. Sylwia & Olga Przybysz, Sylwia Lipka, Dominika Sozańska
- 2017: «Dziś już…» feat. Olga Przybysz
- 2018: «Dotyk» feat. Marco